# Waiting All Night
Waiting all night is een nummer en single van Rudimental en Ella Eyre.

## Tracklist
| Soort geluidsdrager | Uitgebracht | Tracks                         | Duur |
| ------------------- | ----------- | ------------------------------ | ---- |
| Cd-single           | 18-03-2013  | Waiting all night (Radio Edit) | 3:36 |
| Cd-single           | 18-03-2013  | Waiting all night (Album)      | 4:53 |

## Hitnoteringen
| Hitlijst               | Datum van binnenkomst | Hoogste positie | Aantal weken | Laatste notering |
| ---------------------- | --------------------- | --------------- | ------------ | ---------------- |
| Single Top 100         | 04-05-2013            | 26              | 21           | 21-09-2013       |
| Nederlandse Top 40     | 08-06-2013            | 19              | 12           | 24-08-2013       |
| Vlaamse Ultratop 50    | 04-05-2013            | 13              | 19           | 07-09-2013       |
| Australische Top 50    | 14-04-2013            | 6               | 15           | 04-08-2013       |
| Franse Top 200         | 01-06-2013            | 89              | 1            | 01-05-2013       |
| Nieuw-Zeelandse Top 40 | 29-04-2013            | 9               | 16           | 12-08-2013       |
| Oostenrijkse Top 75    | 10-05-2013            | 37              | 7            | 26-07-2013       |
| UK Singles Chart       | 27-04-2013            | 1               | 40           | 25-01-2014       |
| Zwitserse Top 75       | 19-05-2013            | 67              | 1            | 19-05-2013       |

### Nederlandse Top 40
| Hitnotering: 08-06-2013 t/m 24-08-2013 | Hitnotering: 08-06-2013 t/m 24-08-2013 | Hitnotering: 08-06-2013 t/m 24-08-2013 | Hitnotering: 08-06-2013 t/m 24-08-2013 | Hitnotering: 08-06-2013 t/m 24-08-2013 | Hitnotering: 08-06-2013 t/m 24-08-2013 | Hitnotering: 08-06-2013 t/m 24-08-2013 | Hitnotering: 08-06-2013 t/m 24-08-2013 | Hitnotering: 08-06-2013 t/m 24-08-2013 | Hitnotering: 08-06-2013 t/m 24-08-2013 | Hitnotering: 08-06-2013 t/m 24-08-2013 | Hitnotering: 08-06-2013 t/m 24-08-2013 | Hitnotering: 08-06-2013 t/m 24-08-2013 | Hitnotering: 08-06-2013 t/m 24-08-2013 |
| Week:                                  | 1                                      | 2                                      | 3                                      | 4                                      | 5                                      | 6                                      | 7                                      | 8                                      | 9                                      | 10                                     | 11                                     | 12                                     |                                        |
| -------------------------------------- | -------------------------------------- | -------------------------------------- | -------------------------------------- | -------------------------------------- | -------------------------------------- | -------------------------------------- | -------------------------------------- | -------------------------------------- | -------------------------------------- | -------------------------------------- | -------------------------------------- | -------------------------------------- | -------------------------------------- |
| Positie:                               | 37                                     | 35                                     | 34                                     | 23                                     | 19                                     | 20                                     | 26                                     | 26                                     | 25                                     | 23                                     | 31                                     | 38                                     | uit                                    |

### NederlandseSingle Top 100
| Hitnotering: 04-05-2013 t/m | Hitnotering: 04-05-2013 t/m | Hitnotering: 04-05-2013 t/m | Hitnotering: 04-05-2013 t/m | Hitnotering: 04-05-2013 t/m | Hitnotering: 04-05-2013 t/m | Hitnotering: 04-05-2013 t/m | Hitnotering: 04-05-2013 t/m | Hitnotering: 04-05-2013 t/m | Hitnotering: 04-05-2013 t/m | Hitnotering: 04-05-2013 t/m | Hitnotering: 04-05-2013 t/m | Hitnotering: 04-05-2013 t/m | Hitnotering: 04-05-2013 t/m | Hitnotering: 04-05-2013 t/m | Hitnotering: 04-05-2013 t/m | Hitnotering: 04-05-2013 t/m | Hitnotering: 04-05-2013 t/m | Hitnotering: 04-05-2013 t/m | Hitnotering: 04-05-2013 t/m | Hitnotering: 04-05-2013 t/m |
| Week:                       | 1                           | 2                           | 3                           | 4                           | 5                           | 6                           | 7                           | 8                           | 9                           | 10                          | 11                          | 12                          | 13                          | 14                          | 15                          | 16                          | 17                          | 18                          | 19                          | 20                          |
| --------------------------- | --------------------------- | --------------------------- | --------------------------- | --------------------------- | --------------------------- | --------------------------- | --------------------------- | --------------------------- | --------------------------- | --------------------------- | --------------------------- | --------------------------- | --------------------------- | --------------------------- | --------------------------- | --------------------------- | --------------------------- | --------------------------- | --------------------------- | --------------------------- |
| Positie:                    | 89                          | 65                          | 74                          | 61                          | 38                          | 45                          | 48                          | 29                          | 32                          | 28                          | 26                          | 30                          | 28                          | 26                          | 30                          | 40                          | 51                          | 48                          | 75                          |                             |